# Definicja otwartego źródła
Definicja otwartego źródła (ang. Open Source Definition) – definicja używana przez Open Source Initiative aby określić, czy licencję programu można uznać za Otwarte Oprogramowanie (open source).
Definicję utworzono na podstawie Wytycznych Debiana dotyczących Wolnego Oprogramowania, zaadaptowanych głównie przez Bruce'a Perensa. W kwietniu 2004 definicja Otwartego Źródła została zaktualizowana do wersji 1.9.

## Treść definicji
W ramach definicji otwartego źródła licencje muszą spełniać 10 warunków (poniższy tekst zawiera nieautoryzowane dodatki – oryginalny tekst pod odsyłaczem).
1. Swobodna redystrybucja: oprogramowanie może być swobodnie przekazywane lub sprzedawane.
2. Kod źródłowy: musi być dołączony lub dostępny do pobrania.
3. Programy pochodne: musi być dozwolona redystrybucja modyfikacji.
4. Integralność autorskiego kodu źródłowego: licencje mogą wymagać, aby modyfikacje były redystrybuowane jedynie jako patche.
5. Niedyskryminowanie osób i grup: nikt nie może zostać wykluczony.
6. Niedyskryminowanie obszarów zastosowań: nie wolno wykluczać komercyjnych zastosowań.
7. Dystrybucja licencji: prawa dołączone do oprogramowania muszą się odnosić do wszystkich odbiorców programu, bez konieczności wykonywania przez nich dodatkowej licencji.
8. Licencja nie może być specyficzna dla produktu: program nie może być licencjonowany tylko jako część szerszej dystrybucji.
9. Licencja nie może ograniczać innego oprogramowania: licencja nie może wymagać, aby inne dystrybuowane z pakietem oprogramowanie było typu Open Source.
10. Licencja musi być technicznie neutralna.

Punkt 10. oznacza, że licencja nie może pociągać za sobą zastrzeżeń dotyczących konkretnego rozwiązania technologicznego, stylu lub interfejsu.